# ディケロガマルス・ヴィロースス
ディケロガマルス・ヴィロースス（学名：Dikerogammarus villosus）は、ヨコエビ科
Dikerogammarus属の甲殻類である。

## 概要
黒海原産で、淡水から汽水域にかけて生息する。
食性は、捕食性あるいは分解性を示す
。

## 特徴
以下のような特徴を具える。
- 身体は左右に偏圧される
- 体長は30mm程度
- 大顎が発達している
- 胸節に帯状の模様がある
- 適応力が高く、様々な環境に進出できる
- 移入先において、ほとんどの在来ヨコエビより大型で、捕食性が強い

## 類似の種
同じDikerogammarus属に含まれる以下の2種も、外来種として知られている。
- Dikerogammarus haemobaphes
- Dikerogammarus bispinosus

## 各国への侵入と拡散
分布域は西ヨーロッパおよびイギリスに及んでいる。
ライン川において、在来生物の種数や個体数およびシャノン多様度を減少させたとの報告がある。
日本では2020年に特定外来生物に指定された。

## 対策
侵入対策として、バラスト水管理の徹底が挙げられている。

## 生育環境
湖沼や河川および運河の水底に生息する。以下の特性が挙げられている。
- 最適温度は20～23℃程度で、30～35℃程度まで耐性があるとされる
- 低酸素への耐性をもつ
- 淡水（0‰）～20‰の塩分に適応可能
- 24‰より高い塩分には適応できない

また、底質条件として砂利を好むとの実験データがある。カワホトトギスガイの群集がディケロガマルス・ヴィローススの定着を助けるとの研究もある
。

## 病害虫
微胞子虫に寄生される。